# Awaze
Awaze Vacation Rentals er en international britisk ferieboligudlejningsvirksomhed. De er formidlere af over 90.000 overnatningsmuligheder i 36 lande i Europa. Årligt har de 6 mio. gæster, som betjenes af ca. 3.000 ansatte. Ferieboliger udlejes igennem: Hoseasons, Novasol, cottages.com og Fincallorca.